# Heinrich Grymhardt
Heinrich Grymhardt (Heinrich Grimhart von Westerholt; † 12. August 1419 in Köln) war Priester und Offizial in Köln.

## Leben
Heinrich Grymhardt stammte wahrscheinlich aus Westerholt im Vest Recklinghausen, das damals zum Kurfürstentum Köln gehörte; darauf lässt sein vielfach belegter Beiname „von Westerholt“ schließen. Er studierte seit 1379 in Bologna, wo er 1382 auch zum lic. decr. promovierte. Von 1388 bis 1389 Kurienadvokat in Köln, wurde er Pastor in Recklinghausen, wo er wohl kaum residierte, und 1390 Rektor der Universität Köln. Seit 1397 Kanoniker an St. Andreas (Köln), erhielt er am 18. Mai 1398 die Ernennung zum päpstlichen Kaplan, wurde 1401 Kanoniker an St. Severin (Köln), worauf er 1419 verzichtete, und 1403 sacri palatii auditor. Der Erzbischof von Köln, Friedrich III. von Saarwerden, entsandte ihn 1409 als Gesandten zum Konzil von Pisa und ernannte ihn später zum Offizial, als welcher er erstmals am 3. Juli 1414 in Erscheinung tritt. Grymhardt war ebenfalls Kanoniker an St. Patrokli in Soest und Domherr zu Köln.